# HMS Bentinck (K314)
HMS Bentinck (K314) là một tàu frigate lớp Captain của Hải quân Hoàng gia Anh hoạt động trong Chiến tranh Thế giới thứ hai. Nó nguyên được Hoa Kỳ chế tạo như chiếc USS Bull (DE-52), một tàu hộ tống khu trục lớp Buckley, và chuyển giao cho Anh Quốc theo Chương trình Cho thuê-Cho mượn (Lend-Lease). Tên nó được đặt theo Đại tá Hải quân John Bentinck (1737-1775), hạm trưởng chiếc HMS Niger (1759) và đã từng tham gia cuộc Chiến tranh Bảy Năm. Nó đã phục vụ cho đến khi chiến tranh kết thúc tại Châu Âu, hoàn trả cho Hoa Kỳ và bị bán để tháo dỡ vào năm 1946.

## Thiết kế và chế tạo
Buckley là một trong số sáu lớp tàu hộ tống khu trục được Hải quân Hoa Kỳ chế tạo nhằm đáp ứng nhu cầu hộ tống vận tải trong Thế Chiến II, sau khi Hoa Kỳ chính thức tham chiến vào cuối năm 1941. Chúng hầu như tương tự nhau, chỉ với những khác biệt về hệ thống động lực và vũ khí trang bị. Động cơ của phân lớp Backley bao gồm hai turbine hơi nước General Electric để dẫn động hai máy phát điện vận hành hai trục chân vịt, và dàn vũ khí chính bao gồm 3 khẩu pháo pháo 3 in (76 mm)/50 cal.
Những chiếc phân lớp Buckley (TE) có chiều dài ở mực nước 300 ft (91 m) và chiều dài chung 306 ft (93 m); mạn tàu rộng 37 ft 1 in (11,30 m) và độ sâu mớn nước khi đầy tải là 11 ft 3 in (3,43 m). Chúng có trọng lượng choán nước tiêu chuẩn 1.430 tấn Anh (1.450 t); và lên đến 1.823 tấn Anh (1.852 t) khi đầy tải. Hệ thống động lực bao gồm hai nồi hơi và hai turbine hơi nước General Electric công suất 13.500 mã lực (10.100 kW), dẫn động hai máy phát điện công suất 9.200 kilôwatt (12.300 hp) để vận hành hai trục chân vịt;  công suất 12.000 hp (8.900 kW) cho phép đạt được tốc độ tối đa 23 kn (26 mph; 43 km/h). Con tàu mang theo 359 tấn Anh (365 t) dầu đốt, cho phép di chuyển đến 6.000 nmi (6.900 mi; 11.000 km) ở vận tốc đường trường 12 kn (14 mph; 22 km/h).
Vũ khí trang bị bao gồm pháo 3 in (76 mm)/50 cal trên ba tháp pháo nòng đơn đa dụng (có thể đối hạm hoặc phòng không), gồm hai khẩu phía mũi và một khẩu phía đuôi. Vũ khí phòng không tầm gần bao gồm hai pháo Bofors 40 mm và tám pháo phòng không Oerlikon 20 mm. Con tàu có ba ống phóng ngư lôi Mark 15 21 inch (533 mm). Vũ khí chống ngầm bao gồm một dàn súng cối chống tàu ngầm Hedgehog Mk. 10 (có 24 nòng và mang theo 144 quả đạn); hai đường ray Mk. 9 và bốn máy phóng K3 Mk. 6 để thả mìn sâu. Thủy thủ đoàn đầy đủ bao gồm 200 sĩ quan và thủy thủ.
Con tàu được đặt lườn như là chiếc Bull (DE-52) tại xưởng tàu Fore River của hãng Bethlehem Steel Corp. ở Quincy, Massachusetts vào ngày 29 tháng 6, 1942 và được hạ thủy vào ngày 3 tháng 2, 1943. Tuy nhiên nó đã được chuyển giao cho Anh Quốc trước khi hạ thủy, và nhập biên chế cùng Hải quân Anh như là chiếc HMS Bentinck (K314) vào ngày 19 tháng 5, 1943 dưới quyền chỉ huy của Hạm trưởng, Thiếu tá Hải quân Henry Joseph Rawle Paramore.

## Lịch sử hoạt động
Bentinck đã hoạt động thuần túy cùng Đội hộ tống 4 trong suốt cuộc chiến tranh khi tham gia hộ tống các Đoàn tàu vận tải Bắc Cực và đoàn tàu vượt Đại Tây Dương.
Vào ngày 26 tháng 1, 1945, Bentinck phối hợp cùng các frigate tàu chị em Aylmer (K463), Calder (K349) và Manners (K568) trong hoạt động đánh chìm tàu ngầm U-boat Đức U-1051 trong biển Ireland về phía Nam đảo Man, ở tọa độ 53°39′B 5°23′T / 53,65°B 5,383°T. Trong trận chiến, U-1051 bị tấn công bằng mìn sâu và bị buộc phải nổi lên mặt nước, bị tấn công bằng hải pháo từ bốn chiếc tàu frigate; và khi thấy pháo 3 in (76 mm)/50 caliber không thể xuyên qua vỏ thép chiếc U-boat, Aylmer chủ động húc chìm chiếm tàu ngầm. Toàn bộ 47 thành viên thủy thủ đoàn của U-1051 đều tử trận; còn Aylmer với mũi tàu bị hư hại sau cú đâm húc rút lui về Holyhead, Wales.
Sau đó vào ngày 8 tháng 4, Bentinck và Calder lại cùng phối hợp đánh chìm tàu ngầm U-774 tại vùng biển Bắc Đại Tây Dương về phía Tây Nam Ireland, ở tọa độ 49°58′B 11°51′T / 49,967°B 11,85°T. Trinh sát viên trên Calder đã phát hiện ra kính tiềm vọng của U-774 trên mặt nước, và sự tấn công bằng mìn sâu của hai chiếc frigate đã tiêu diệt được đối thủ; toàn bộ 44 thành viên thủy thủ đoàn của U-774 đều tử trận.
Sang ngày 21 tháng 4, Bentinck lại cùng với Bazely (K311) và Drury (K316) lại cùng phối hợp tấn công bằng mìn sâu, đánh chìm tàu ngầm U-774 tại vùng biển Bắc Đại Tây Dương về phía Tây Ireland, ở tọa độ 55°50′B 10°31′T / 55,833°B 10,517°T. Toàn bộ 4â thành viên thủy thủ đoàn của U-774 đều tử trận.
Sau khi chiến tranh chấm dứt, Bentinck khởi hành từ Plymouth, Anh vào ngày 5 tháng 12, 1945 để đi sang Hoa Kỳ, đi đến New York vào ngày 22 tháng 12. Con tàu được chính thức hoàn trả cho Hoa Kỳ vào ngày 5 tháng 1, 1946, nhằm giảm bớt chi phí mà Anh phải trả cho Hoa Kỳ trong Chương trình Cho thuê-Cho mượn (Lend-Lease). Do dư thừa so với nhu cầu về tàu chiến sau khi chiến tranh đã chấm dứt, nó được rút tên khỏi danh sách Đăng bạ Hải quân Hoa Kỳ vào ngày 7 tháng 2, 1946, rồi sau đó được bán cho hãng Northern Metals Co. tại Philadelphia vào tháng 6, 1946 để tháo dỡ.